# Ptochophyle madecassa
Ptochophyle madecassa är en fjärilsart som beskrevs av Pierre E.L. Viette 1972. Ptochophyle madecassa ingår i släktet Ptochophyle och familjen mätare. Inga underarter finns listade.